# Чеченский драматический театр имени Ханпаши Нурадилова
Чеченский государственный драматический театр имени Ханпаши Нурадилова — чеченский национальный театр в Грозном, который был открыт в 1931 году. Его основателем и первым директором был Абдурахман Авторханов. 23 февраля 1944 года, после депортации чеченцев и ингушей, работа театра была прервана. В 1957 году Чечено-Ингушетия была восстановлена и театр возобновил свою работу. В 1994 году началась первая чеченская война и театр находился в эвакуации в республиках Северного Кавказа и Краснодарском крае. Труппа театра восстановила несколько спектаклей из своего репертуара и выступала с гастролями в сельских районах, а в конце 1990-х — начале 2000-х годов гастролировала в Германии и Великобритании.

## История

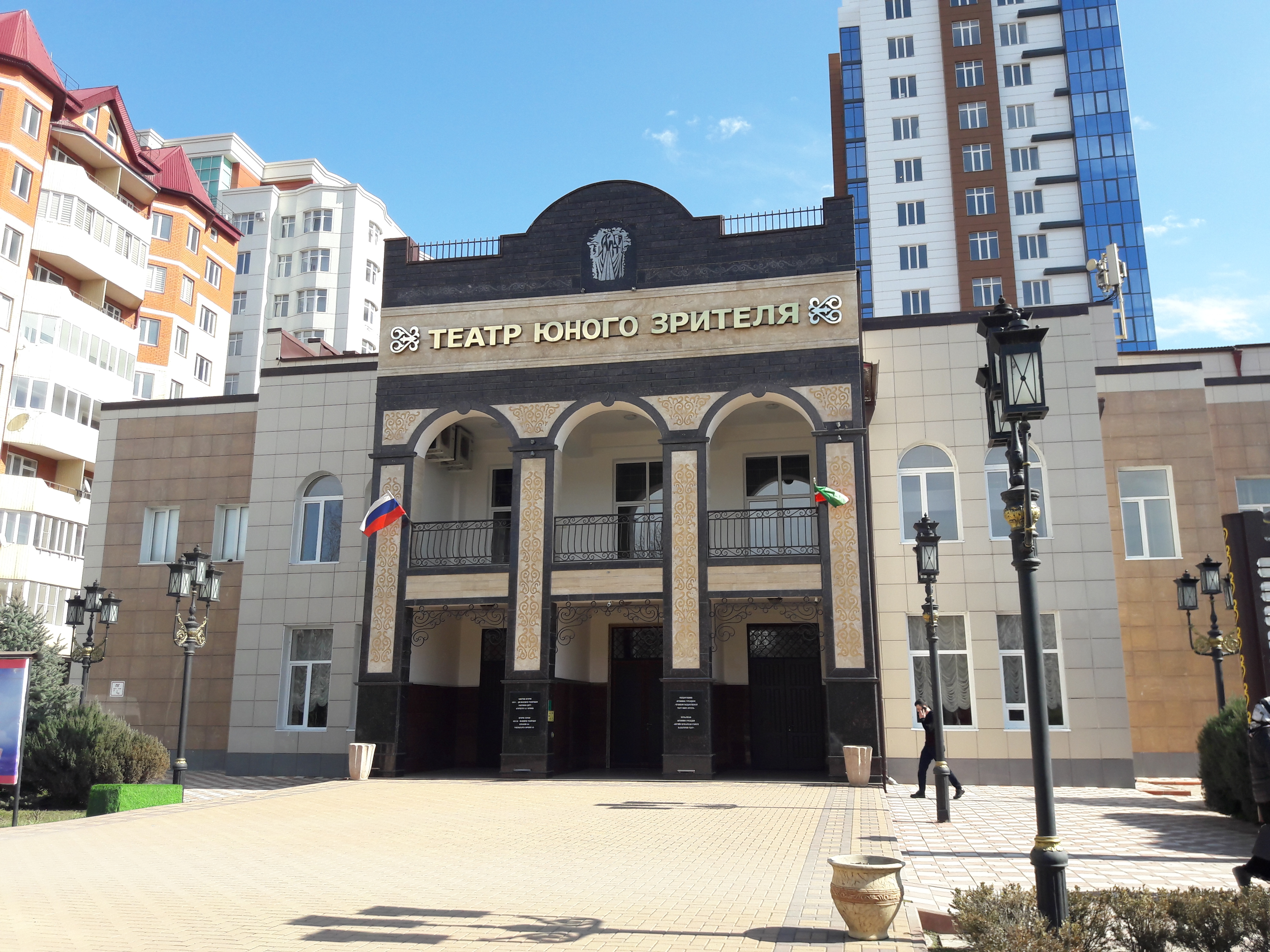
Здание Чеченского государственного театра юного зрителя, в котором в 1931—1977 годах располагался Чеченский драматический театр.

### Становление
Чеченский государственный драматический театр им. Ханпаши Нурадилова официально открылся 1 мая 1931 года как театральная студия. На деле работать он начал несколько раньше. Основателем и первым директором театра был Абдурахман Авторханов.
В 1933 году студией был представлен дипломный спектакль «Красная крепость» по пьесе Саида Бадуева, посвященный событиям гражданской войны в Чечено-Ингушетии. Впоследствии студия была преобразована в Чеченский государственный драматический театр. В начале 1930-х годов театр ставил спектакли по пьесам молодых чеченских писателей Саида Бадуева, Д. Шерипова, Б. Музаева, российских драматургов Александра Корнейчука, Владимира Билль-Белоцерковского, поставленных режиссёрами В. Шатовым, А. Тугановым, Арчилом Чхартишвили. Обретали опыт и популярность артисты Мовжди Бадуев, Тамара Алиева, Асет Исаева, Яраги Зубайраев, Зинаида Исакова, Х. Мусаев и другие.
В 1934 году были объединены Чеченская и Ингушская области. Руководство новой Чечено-Ингушской автономной области обратилось к руководству Грузии с просьбой помочь в развитии театрального искусства. В Грозный был прислан режиссёр Арчил Чхартишвили. Кроме того, группа молодых артистов была приглашена на учёбу в Грузинский государственный академический театр имени Шота Руставели (Тбилиси). Педагогами начинающих чеченских артистов были Сандро Ахметели, Акакий Хорава, Акакий Васадзе.
В 1937 году в театре начал работать первый режиссёр-чеченец — выпускник ГИТИСа Гарун Батукаев. Его первой работой в театре был его дипломный спектакль «Храбрый Кикила».
В 1940 году работникам театра Гаруну Батукаеву, Мовжди Бадуеву, Яраги Зубайраеву, В. Вайнштейну, Б. Ильясову, О. Горчханову, И. Ибрагимову были присвоены звания Заслуженных артистов ЧИАССР.
В 1938 году в ГИТИСе была открыта Чечено-Ингушская студия. Первые сорок выходцев из Чечни начали осваивать профессию артиста. Но завершить учёбу им помешала Великая Отечественная война.

### Великая Отечественная война
Большая часть мужского состава театра добровольцами ушли на фронт. Коллектив театра под руководством Г. Батукаева и А. Свободина создавал спектакли военно-патриотического содержания, которые исполнялись перед населением республики, в госпиталях и перед бойцами Красной армии под Краснодаром, Армавиром, Моздоком. За два с половиной года было дано более тысячи представлений. Из ушедших на фронт чеченских артистов четырнадцать погибли на полях сражений. В 1942 году театру было присвоено имя Ханпаши Нурадилова.

### Депортация
В 1944 году чеченцы и ингуши были депортированы. Деятельность театра в связи с этим была прервана на 13 лет. Коллектив театра был рассеян по всей Средней Азии.

### Восстановление театра
В 1957 году, когда театр был воссоздан, всё пришлось начинать с нуля. В 1958 году театр возобновил свою деятельность спектаклями «Асланбек Шерипов» Халида Ошаева, «Волны Терека» М. Мусаева, «Девушка с гор», «Совдат и Дауд» Абдул-Хамида Хамидова. Молодые артисты Альви Дениев, Дагун Омаев, Зулай Багалова, С. Магомадов, Х. Нунуев и многие другие перенимали опыт у таких мастеров сцены, как А. Хамидов, Ваха Татаев, Хава Хакишева, Х. Мустапаева, А. Ташухаджиева и другие.
Многие режиссёры Грозненского русского драматического театра имени М. Ю. Лермонтова, такие, например, как Н. Децик и В. Вайнштейн ставили спектакли и в театре Лермонтова, и в театре Нурадилова. В свою очередь, и Руслан Хакишев, и Мималт Солцаев осуществили ряд постановок на сцене театра Лермонтова.
В 1960—1980-е годы творческий состав пополняется выпускниками ведущих театральных вузов Москвы, Ленинграда, Тбилиси, Воронежа, учениками выдающихся театральных деятелей М. Минаева, И. Савельева, Владислава Стржельчика, Георгия Товстоногова, М. Сулимова, С. Гушанского, В. Якута, Василия Меркурьева, В. Андреева. Основной репертуар театра носил героико-романтический характер.
Чеченские композиторы и хореографы вносили в спектакли национальный колорит. Это Аднан Шахбулатов, Саид и Али Димаевы, С-Э. Януркаев, Дикалу Музакаев.
В репертуаре театра были спектакли по произведениям классиков чеченской, ингушской, российской и зарубежной литературы: Уильям Шекспир, Гарсиа Лорка, Пьер Корнель, Гоголь, Идрис Базоркин, Саид Бадуев. Также становятся пьесы по произведениям авторов из стран СНГ и национальных окраин России: О. Иоселиани (Грузия), Андрея Макаёнка (Беларусь), Чингиза Айтматова (Кыргызстан), Иона Друцэ (Молдова), Расула Гамзатова (Дагестан), Туфана Минуллина (Татарстан), Георгия Хугаева (Осетия) и др.
С чеченским театром сотрудничали известные мастера театрального искусства России — режиссёры, художники, композиторы, хореографы: Б. Шатрин, А. Славин, В. Серебровский, К. Мурзабеков, Микаэл Таривердиев, Ю. Громов.
Театр много гастролировал, знакомя со своим творчеством аудитории Москвы, Ленинграда, Грузии, Казахстана, республик Северного Кавказа.
В 1967 году на Всесоюзном конкурсе новых драматических произведений спектакль «Падение Бож-Али» по пьесе Абдул-Хамида Хамидова был награждён дипломом III степени. Этот спектакль, ныне переименованный в «Бож-Али», до сих пор с неизменным аншлагом ставится на сцене Чеченского театра. Пьеса была переведена на турецкий, арабский и другие языки и была поставлена на сценах театров Турции, Иордании, Сирии, Татарстана, Башкортостана и других.
В 1977 году спектакль «Песни вайнахов» режиссёра Руслана Хакишева был удостоен Государственной премии РСФСР им. Станиславского. В 1983 году спектакль Мималта Солцаева «Лениниана», также удостоился Государственной премии РСФСР. Спектакли театра также удостоились высоких оценок на фестивалях драматургии народов СССР, РСФСР, Болгарии, Венгрии.
В середине 1980-х годов появились спектакли на ранее запрещенную тематику истории чеченского народа. Это «Земля отцов» Руслана Хакишева (по мотивам чеченского фольклора), «Свобода или Смерть!» Мималта Солцаева (о Кавказской войне), «Когда рушится мир» О. Иоселиани и Руслана Хакишева по мотивам повести Александра Казбеги «Элисо» (о выселении царизмом чеченцев в Турцию), «Один лишь Бог…» Сайд-Хамзата Нунуева (о депортации вайнахов в Среднюю Азию).

### Российско-чеченские войны
Во время военных действий в Чеченской Республике чеченский театр находился в эвакуации в республиках Северного Кавказа и Краснодарского края. Руслан Хакишев с помощью коллег организовал творческие контакты, гастроли и материальную поддержку работников театра.
Артисты Чеченского театра восстановили в русском театре в Черкесске несколько спектаклей из старого репертуара и побывали с ними в различных городах Европы. Также в Черкесске был создан молодёжный театр «Прометей», труппу которого составили чеченские актёры.
С 1999 года театр выступал перед беженцами из Чечни в Ингушетии, Кабардино-Балкарии, Карачаево-Черкесии, в сельских районах Чеченской Республики. В 1998—2002 годах театр часто гастролировал в Германии и Великобритании.
Театр поставил для детей шесть спектаклей, среди них «Маленький принц» Экзюпери. Благотворительные показы спектакля прошли для учащихся городов и районов Чечни. В 2006 году театр был награждён почетным Дипломом благотворительного фонда «Мир Сент-Экзюпери в России».

### Послевоенный период

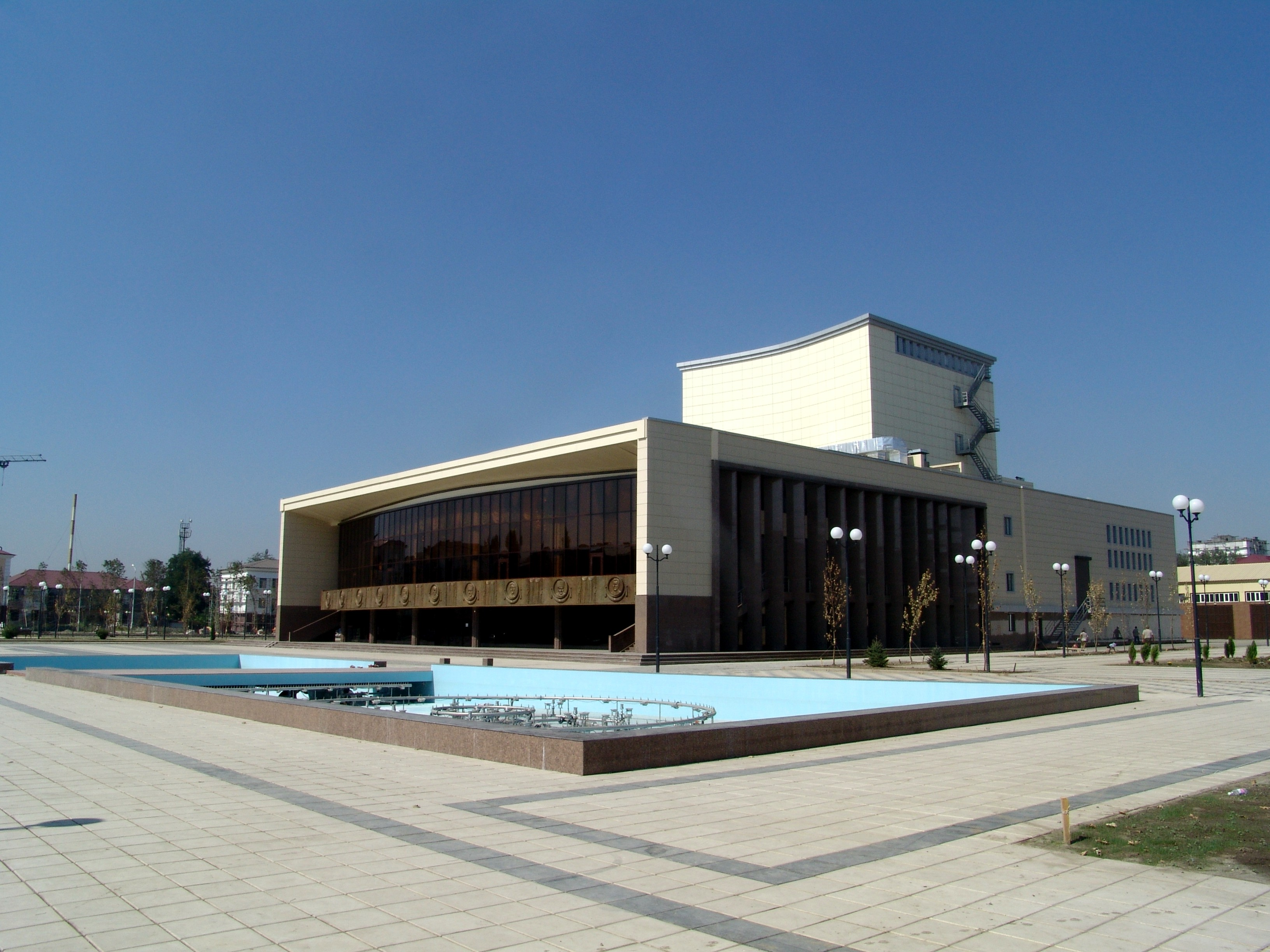
Новое здание театра

На фестивале национальных театров Северного Кавказа «Сцена без границ» спектакль «Женитьба» по пьесе Николая Гоголя был признан лучшим. Спектакль «Бож-Али» А. Хамидова в 2002 году удостоился почетного Диплома Министерства культуры Северная Осетия-Алания и Союза театральных деятелей Российской Федерации. Спектакль «Скапен, спаси любовь!» по пьесе Мольера, поставленный при поддержке Мариинского театра, в 2006 году удостоился наград по двум номинациям, одна из которых — «Высокая культура». Этот спектакль также с успехом показывался в Москве в 2005 году в рамках «Дней культуры Чеченской Республики в Москве».
При участии работников Чеченского театра в 2005 году возродил свою деятельность Грозненский русский драматический театр имени М. Ю. Лермонтова. Чеченский театр участвует во многих культурных мероприятиях, благотворительных акциях, которые проходят в республике.
В 2008 году, к восстановлению разрушенного войной здания театра, были подготовлены комедия Абдул-Хамида Хамидова «Бож-Али», трагифарс Мусы Ахмадова «Ушедший за саваном», криминальная драма А. Мусаева «Расплата», оперетта Узеира Гаджибекова «Аршин мал алан».
В 2020 году театр переехал в более просторное здание бывшей Чеченской государственной филармонии, а на освободившееся место переехал Чеченский государственный театр юного зрителя.
В августе 2024 года на площадь перед театром был перенесён памятник Ханпаше Нурадилову, ранее установленный напротив Храма Михаила Архангела.

### В филателии

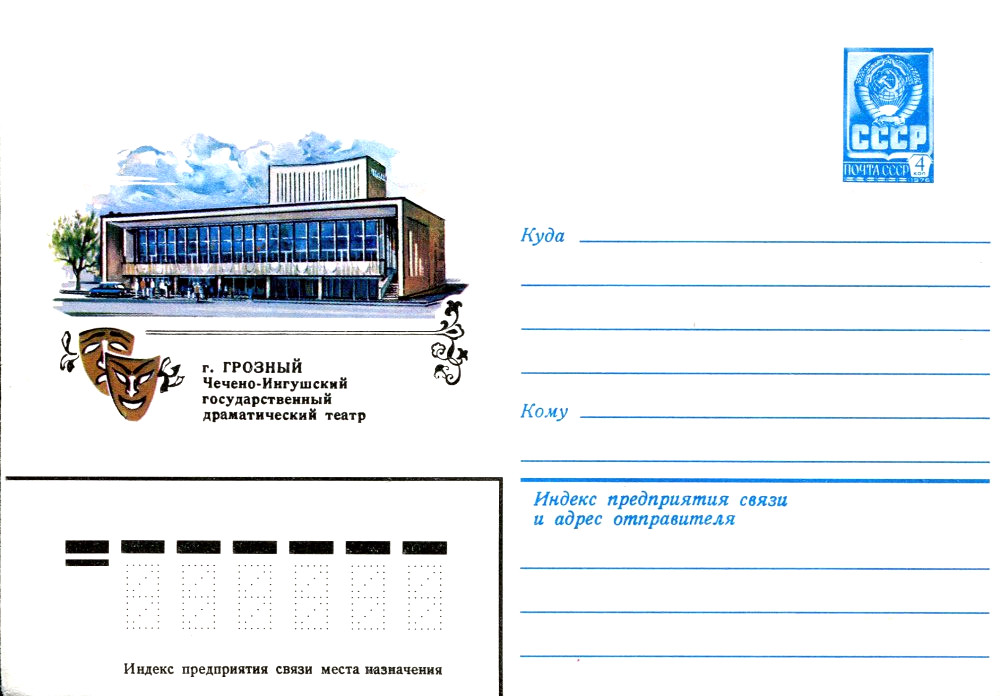
Чечено-ингушский драматический театр. Художественный маркированный конверт СССР. 1979 год.

В 1979 и 1991 годах в СССР были выпущены художественные маркированные конверты с изображением здания театра.

## Спектакли
- «Красная крепость» по пьесе Саида Бадуева;
- «Бессмертные» Абдул-Хамида Хамидова;
- «Совдат и Дауд» Абдул-Хамида Хамидова;
- «Петимат» Саида Бадуева
- «Бешто» Саида Бадуева;
- «Из тьмы веков» Идриса Базоркина;
- «Сид» Пьера Корнеля;
- «Кровавая свадьба» Гарсиа Лорки;
- «Земля отцов» Руслана Хакишева;
- «Свобода или Смерть!» Мималта Солцаева;
- «Когда рушится мир» О. Иоселиани и Руслана Хакишева;
- «Один лишь Бог…» Сайд-Хамзата Нунуева;
- «Бож-Али» Абдул-Хамида Хамидова;
- «Бейбулат Таймиев» М. Мусаева;
- «Ушедший за саваном» Мусы Ахмадова;
- «Расплата» А. Мусаева;
- «Аршин мал алан» Узеира Гаджибекова;
- «Женитьба» Николая Гоголя;
- «Скапен, спаси любовь!» по пьесе Мольера;
- «Маленький принц» Экзюпери;
- «Песни вайнахов» Руслана Хакишева;
- «Лениниана» Мималта Солцаева;
- «Асланбек Шерипов» Халида Ошаева;
- «Волны Терека» М. Мусаева;
- «Девушка с гор» Абдул-Хамида Хамидова;
- «Гамлет» Шекспира;

### на русском языке
- Абалаева Малика. «Рассказы Шукшина» — на грозненской сцене // Вести республики : газета. — № 166.
- Абалаева Малика. Сеять разумное, доброе, вечное // Вести республики : газета. — 2009. — № 60(992). — С. 7.
- Абалаева Малика. Народов дружба вековая — зерно моей земли // Вести республики : газета. — 2009. — № 60(992). — С. 7.
- Абдулаев Руслан. От балагана до высокого искусства // Столица + : газета. — 2010. — № 26.
- Абдурзакова Фатима. Такой разноликий театр Мельпомены // Молодёжная смена : газета. — 2009. — № 23.
- Айдаев А. Под сенью Мельпомены // Столица + : газета. — 2004. — № 91. — С. 2.
- Аслаханова Лиана. О подвиге языком искусства // Молодёжная смена : газета. — 2010. — № 56.
- Банкурова Роза. Могучее средство возрождения // Свет родины : газета. — 2000. — № 28 июля. — С. 8.
- Банкурова Роза. Пока я верю — я живу… // Объединённая газета : газета. — 2003. — № февраль. — С. 13.
- Берсанукаева Хеди. Любите ли вы театр? // Столица + : газета. — 2003. — № 26. — С. 3.
- Берсанукаева Хеди. Театральный сезон под знаком Чехова (ri) // Столица + : газета. — 2010. — № 20—21. — С. 3.
- Берсанукаева Хеди. Чеченскому драматическому — 75! // Столица + : газета. — 2006. — № 37. — С. 3.
- Бетиева Малика. И снова «Бож-Али» // Молодёжная смена : газета. — 2009. — № 85. — С. 3.
- Газиева Аза. Вопреки всем бедам // Вести республики : газета. — 2011. — № 243(1676). — С. 2.
- Газиева Аза. Герои, которых мы ждём // Вести республики : газета. — 2012. — № 27 марта. — С. 4.
- Газиева Аза. Премьера состоялась! // Вести республики : газета. — 2012. — № 128(1561). — С. 4.
- Гайтукаев А. Наш театр — жив, но нуждается в помощи // Вести республики : газета. — 2006. — № 25—26. — С. 3.
- Гапаев Абдулла. … И родился театр // Вайнах : журнал. — 2012. — № 2. — С. 83—94.
- Гапаев А. С. Чеченский драматический театр. — Нальчик: ООО «Тетраграф», 2015. — 1000 экз. — ISBN 978-5-00066-066-9.
- Дидигов М. «Гастроли дружбы» продолжаются // Вести республики : газета. — 2011. — № 1. — С. 3.
- Зангиев Омар. Репертуар плюс атмосфера // Комсомольское племя : газета. — 1976. — № 3 июня.
- Ильясов Султан. Машар // Комсомольское племя : газета. — 2006. — № 31—32. — С. 6.
- Калита Л. Испытание истоками // Грозненский рабочий : газета. — 1989. — № июнь. — С. 4.
- Караев Руслан. Судьба театра // Вести республики : газета. — 2011. — № 245(1678). — С. 2.
- Лорсанукаев Увайс. 75-й сезон театра Ханпаши Нурадилова // Вести республики : газета. — 2006. — № 45.
- Магомадова Марина. «Хотите создать нацию высокой культуры — создайте театр» (Гёте) // Молодёжная смена : газета. — 2005. — № 25(228).
- Магомадова Марьям. Сто лет жить без бед! // Вести республики : газета. — 2011. — № 244(1677).
- Магомадова Эльза. Энтузиасты чеченского театра // Молодёжная смена : газета. — 2011. — № 41.
- Мы готовы к празднику // Вести республики : газета. — 2011. — № 114.
- Садулаева Ульзана. К 80-летию театра // Территория Che : журнал. — 2011. — № 4. — С. 17—21.
- Сулумова Дэти. Театр поднимает занавес // Вести республики : газета. — 2008. — № 181(863). — С. 5.
- Ташаева Роза. На театральных подмостках // Объединённая газета : газета. — 2001. — № май. — С. 9.
- Умаев Ислам. Аншлаг «Шейха поневоле» // Столица + : газета. — 2010. — № 50. — С. 9.
- Фестиваль расширяет границы // Вести республики : газета. — 2006. — № 2 мая.
- Фёдорова Зинаида. Будем смотреть Мольера // Столица + : газета. — 2004. — № 53. — С. 7.
- Фёдорова Зинаида. Накануне юбилея // Столица + : газета. — 2011. — № 102. — С. 3.
- Фёдорова Зинаида. Открытие 83-го театрального сезона // Столица + : газета. — 2013. — № 110.
- Цакаева Роза. Чужого горя не бывает или размышления после спектакля // Вести республики : газета. — 2011. — № 20(1453).
- Чантиева Я. Из истории Чеченского драматического театра // Терская правда : газета. — 2006. — № 41—42. — С. 8.
- [ru Культурное строительство в Чечено-Ингушетии (июнь 1941—1980 гг.): Сборник документов и материалов]. — Грозный: Чечено-Ингушское книжное издательство, 1985.

### на чеченском языке
- Аболханов Хь. Театр - церан дахар (чеч.) // Даймохк : газета. — 2011. — № 51. — С. 3.
- Атабаев С. Синтем боцу лехам (чеч.) // Аргун : газета. — 2007. — № 26—27. — С. 6.
- Берсанукаева Хеда. Театр — вайн дахарехь (чеч.) // Даймохк : газета. — 2008. — № 33.
- Берсанукаева Хеда. Халонаш эшош (чеч.) // Даймохк : газета. — 2005. — № 19 августа. — С. 4.
- Бурчаев Хь. I-Хь. Хамидов а, нохчийн театр а (чеч.) // Даймохк : газета. — 2011. — № 141. — С. 2.
- Газиева Аза. Даима шен халкъаца (чеч.) // Даймохк : газета. — 2006. — № 34. — С. 3.
- Газиева Аза. Иза даим а шен халкъаца хила (чеч.) // Даймохк : газета. — 2004. — № 24. — С. 4.
- Газиева Аза. Даимна шен халкъаца (чеч.) // Даймохк : газета. — 2011. — № 141. — С. 2.
- Газиева Аза. Х. Нурадиловн цӏарах йолу нохчийн театр — къоман культуран цхьа хазна (чеч.) // Даймохк : газета. — 2011. — № 51. — С. 2—3.
- Мусаева А. Цхьана адамо а кхуллу шен къомах лаьцна ойла (чеч.) // Даймохк : газета. — 2012. — № 16 октября.
- Саралиева Т. Театран безамна хьанал хилла (чеч.) // Даймохк : газета. — 2011. — № 138.
- Саралиева Т. «Бешто» — юха а сцени тӏехь (чеч.) // Даймохк : газета. — № 51. — С. 4.
- Хамидов Хь. Театр — церан дахар (чеч.) // Даймохк : газета. — 2007. — № 33. — С. 3.
- Хамидов Хь. Тамашийна нах (чеч.) // Даймохк : газета. — 2005. — № 25 марта.
- Хамидов Хь. Со юха а вогӏур ву (чеч.) // Даймохк : газета. — 2010. — № 120. — С. 4.
- Эльдерханова З. Театран кхерчахь кхоллаелла ойланаш (чеч.) // Даймохк : газета. — 2013. — № 131. — С. 4.
- Эльдерханова З. Театрехь — премьера (чеч.) // Даймохк : газета. — 2013. — № 54. — С. 4.
- Эльдерханова З. Хӏусамера сцени тӏе кхаччалц (чеч.) // Даймохк : газета. — 2007. — № 33. — С. 3.
- Саралиева Табарк. Со тешна ву театран хиндолчух (чеч.) // Даймохк : газета. — 2011. — № 141. — С. 2.